# Perpezac-le-Blanc
 Perpezac-le-Blanc  là một xã thuộc tỉnh Corrèze trong vùng Nouvelle-Aquitaine miền trung Pháp.